# Theodor Hagen (Maler)

Theodor Hagen

Theodor Joseph Hagen (* 24. Mai 1842 in Düsseldorf; † 12. Februar 1919 in Weimar) war ein deutscher Landschaftsmaler.

## Leben
Hagen entstammte einer alteingesessenen rheinischen Kaufmannsfamilie. Von 1858 bis 1868 studierte er an der Kunstakademie Düsseldorf. Dort waren außer Oswald Achenbach, dessen Landschafterklassen er von 1862 bis 1868 besuchte, Josef Wintergerst, Andreas und Karl Müller, Ludwig Heitland, Heinrich Mücke, Rudolf Wiegmann und Carl Irmer seine Lehrer. Im Jahr 1871 wurde er nach Weimar an die Großherzoglich-Sächsische Kunstschule berufen, um dort als Nachfolger von Max Schmidt die Klasse für Landschaftsmalerei zu übernehmen. Im Jahr 1874 erhielt Hagen als erster Lehrer der Weimarer Kunstschule einen unbefristeten Vertrag. Von 1876 bis 1881 war er Leiter dieser Kunstschule, gab aber diese Verwaltungstätigkeit wieder auf, um sich ganz der Malerei und der Kunstlehre widmen zu können. Sein bedeutendster Schüler wurde Christian Rohlfs. Bekannt wurden auch seine Meisterschüler Karl Buchholz, Franz Bunke, Rudolf Höckner, Franz Hoffmann-Fallersleben, weitere Schüler waren Andreas Dirks, Paul Baum, Alfred Böhm, Paul Eduard Crodel, Hans Peter Feddersen, Joseph Rummelspacher, Carl Malchin, Peter Paul Draewing und Alfred Heinsohn.

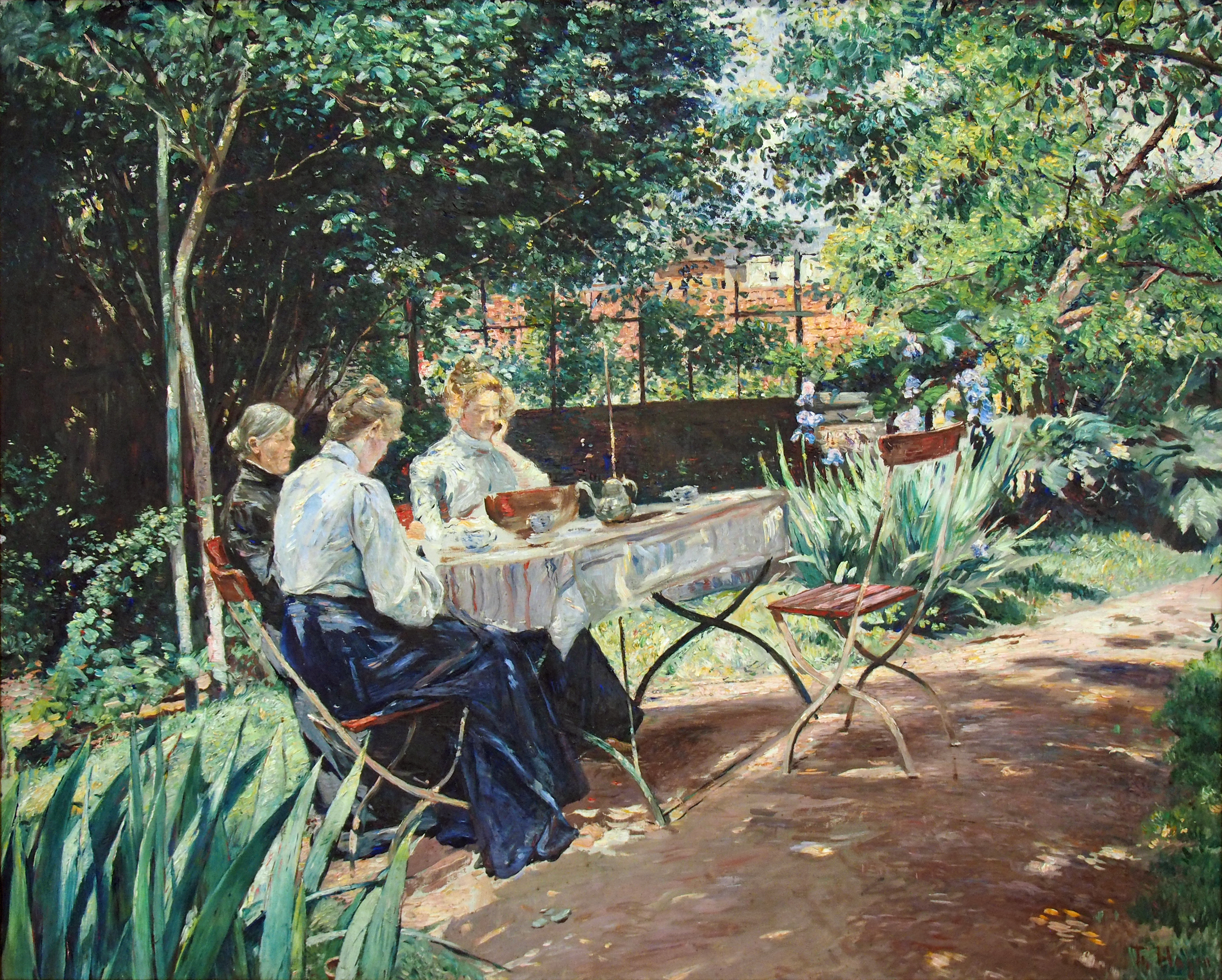
Die Familie des Künstlers (1906)

Hagen gilt als stilprägender Vertreter der Düsseldorfer und der Weimarer Malerschule und als ein Begründer des deutschen Impressionismus. Nachdem er sich in seiner Frühzeit verschiedenen Stilrichtungen zugewandt hatte, entdeckte er den französischen Realismus und die französische Freiluftmalerei der Schule von Barbizon. Hagen unternahm häufig Ausflüge in die freie Natur und malte Landschaftsbilder von schlichter Stimmung. Durch die Freundschaft zu Alfred Lichtwark, ab 1886 erster Leiter der Hamburger Kunsthalle, kam er in die Hansestadt, wo eine Reihe von Hafenbildern entstand.
Der Maler nahm vor allem an zahlreichen Gruppenausstellungen teil, unter anderem in der Berliner Akademie, beim Deutschen Künstlerbund in Weimar und im Münchner Glaspalast. Er war ab 1893 Mitglied der Münchner Sezession, ab 1902 der Berliner Secession, und nach 1903 auch Mitglied im Deutschen Künstlerbund.
Arbeiten von Theodor Hagen finden sich heute in privaten und öffentlichen Kunstsammlungen unter anderem in Berlin, Hamburg, Dresden, Magdeburg, Düsseldorf, München, Stuttgart und Weimar.

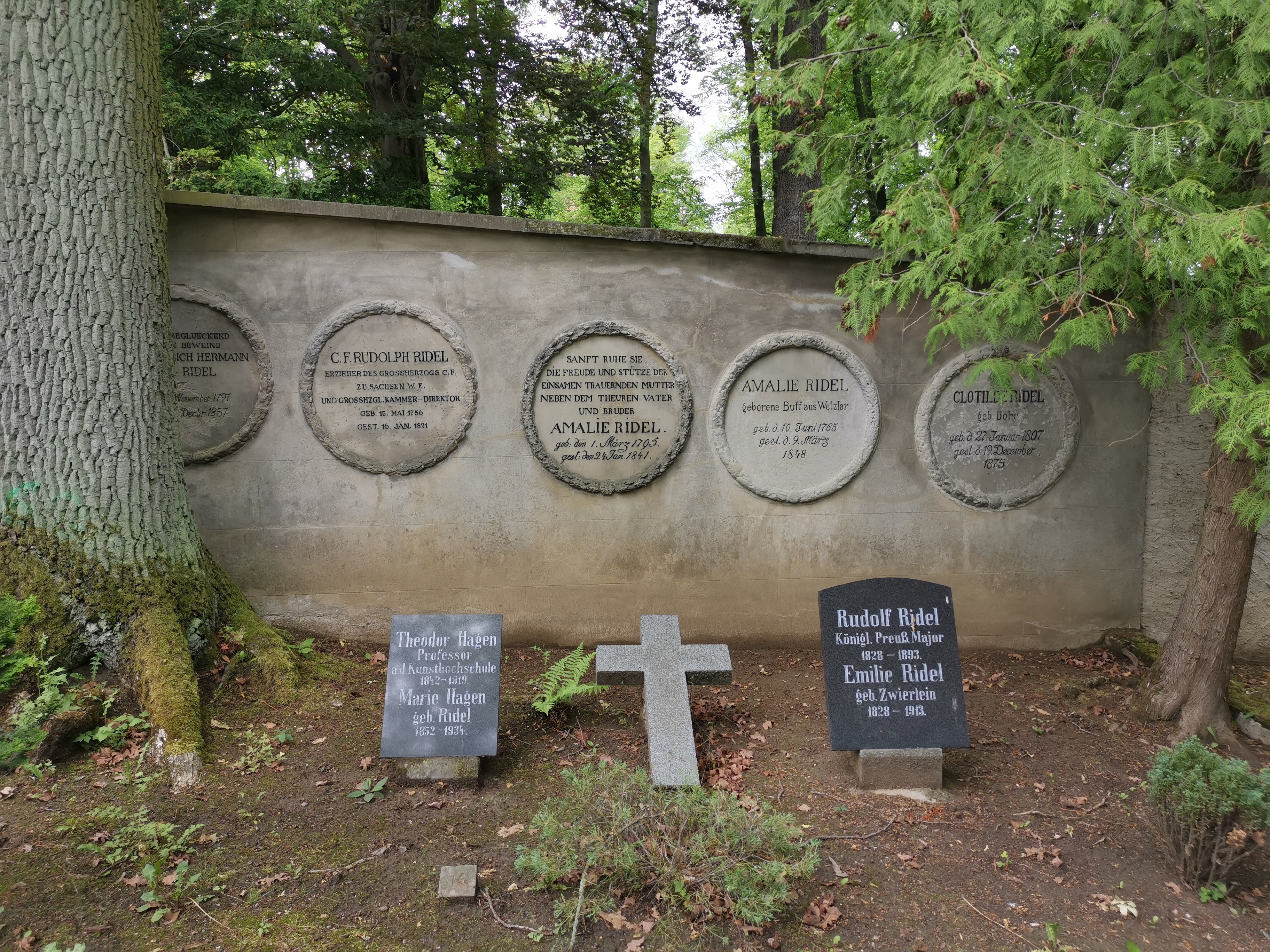
Grabstätte

In Weimar trägt der Theodor-Hagen-Weg seinen Namen. Das Wohnhaus der Familie in der heutigen Trierer Straße 36 ist ausgewiesenes Einzeldenkmal der Stadt Weimar. Er ist auf dem Historischen Friedhof Weimar bestattet. Seine Frau Marie Hagen geb. Ridel, die auch dort bestattet ist, ist eine Nachfahrin von Cornelius Johann Rudolph Ridel, der wiederum mit der jüngsten Schwester von Charlotte Kestner verheiratet war. Diese wiederum fand in dem Roman von Goethe Die Leiden des jungen Werther bzw. in Thomas Manns Lotte in Weimar ihre literarische Verarbeitung.
Eine Sonderausstellung zum 100. Todesjahr von Theodor Hagen zeigte 2019 im Kunstmuseum in der Wassermühle Schwaan unter dem Titel „Chronisten der Landschaft“ ausgewählte Werke von Schülern, Lehrern und Meistern der Weimarer Malerschule.

## Werke (Auswahl)

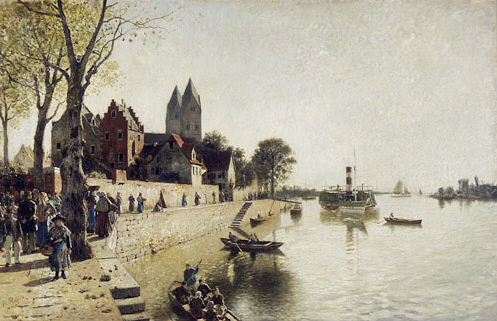
Am Rhein (Motiv aus Kaiserswerth)
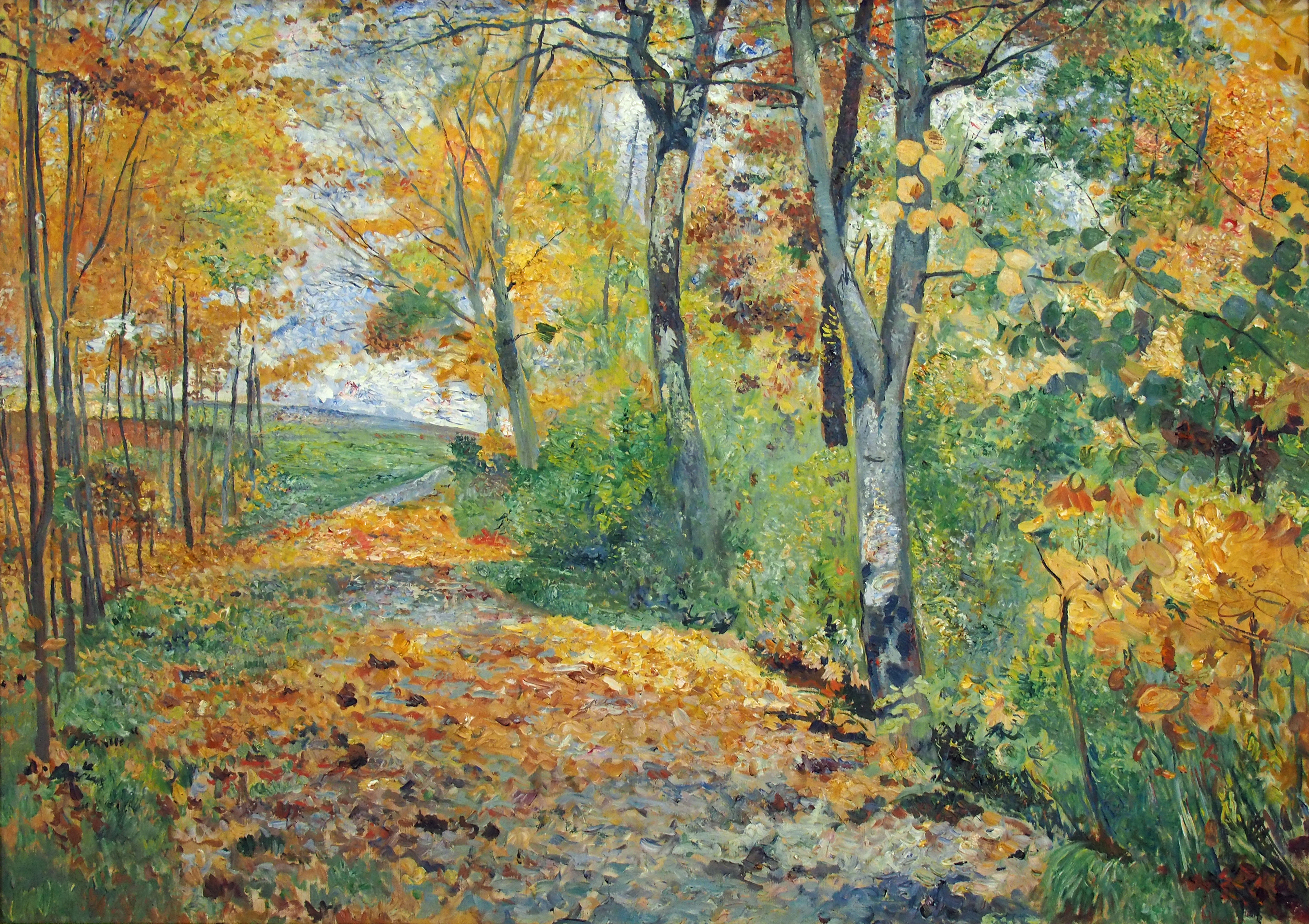
Herbstlicher Wald (1895)
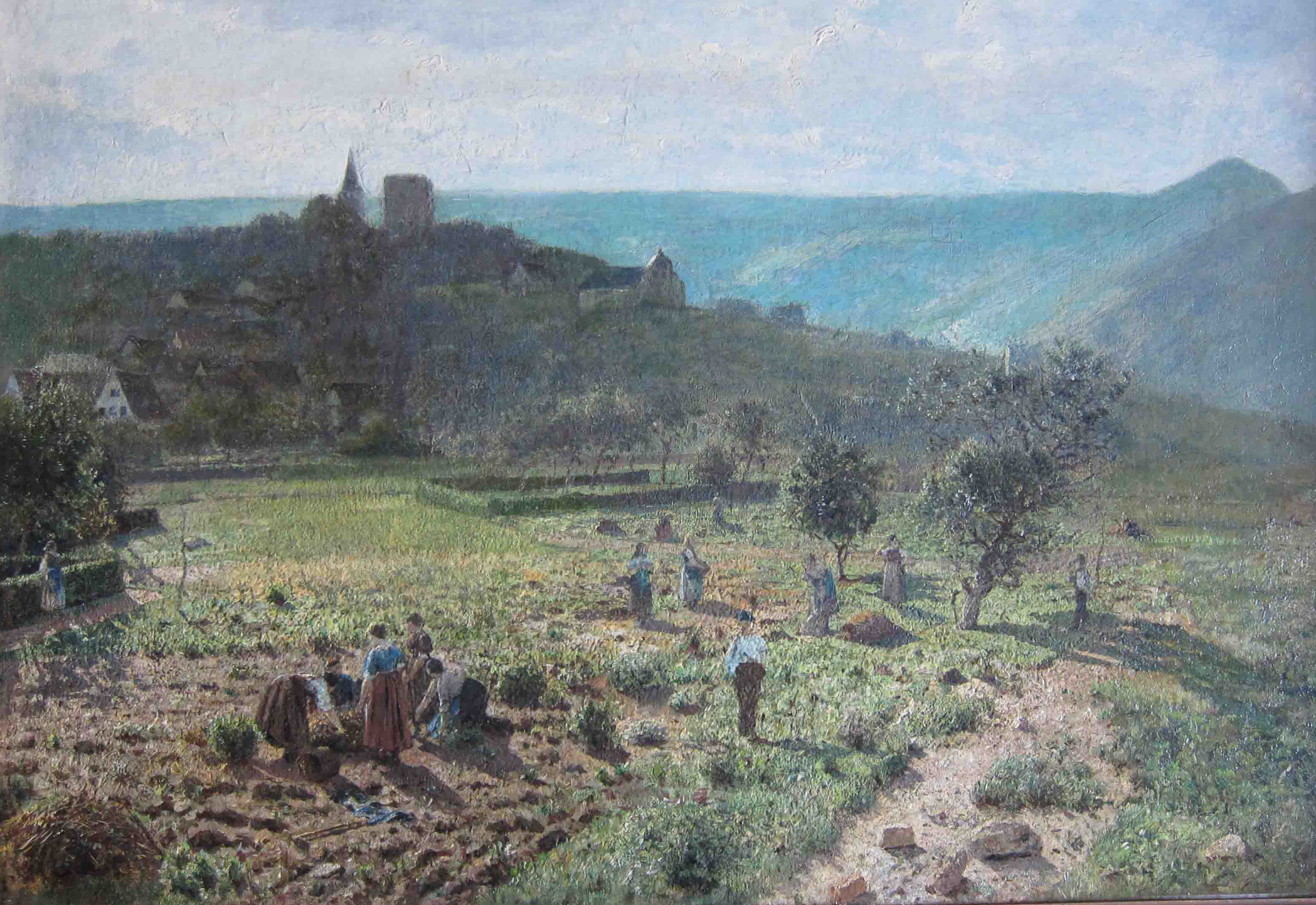
Kartoffelernte
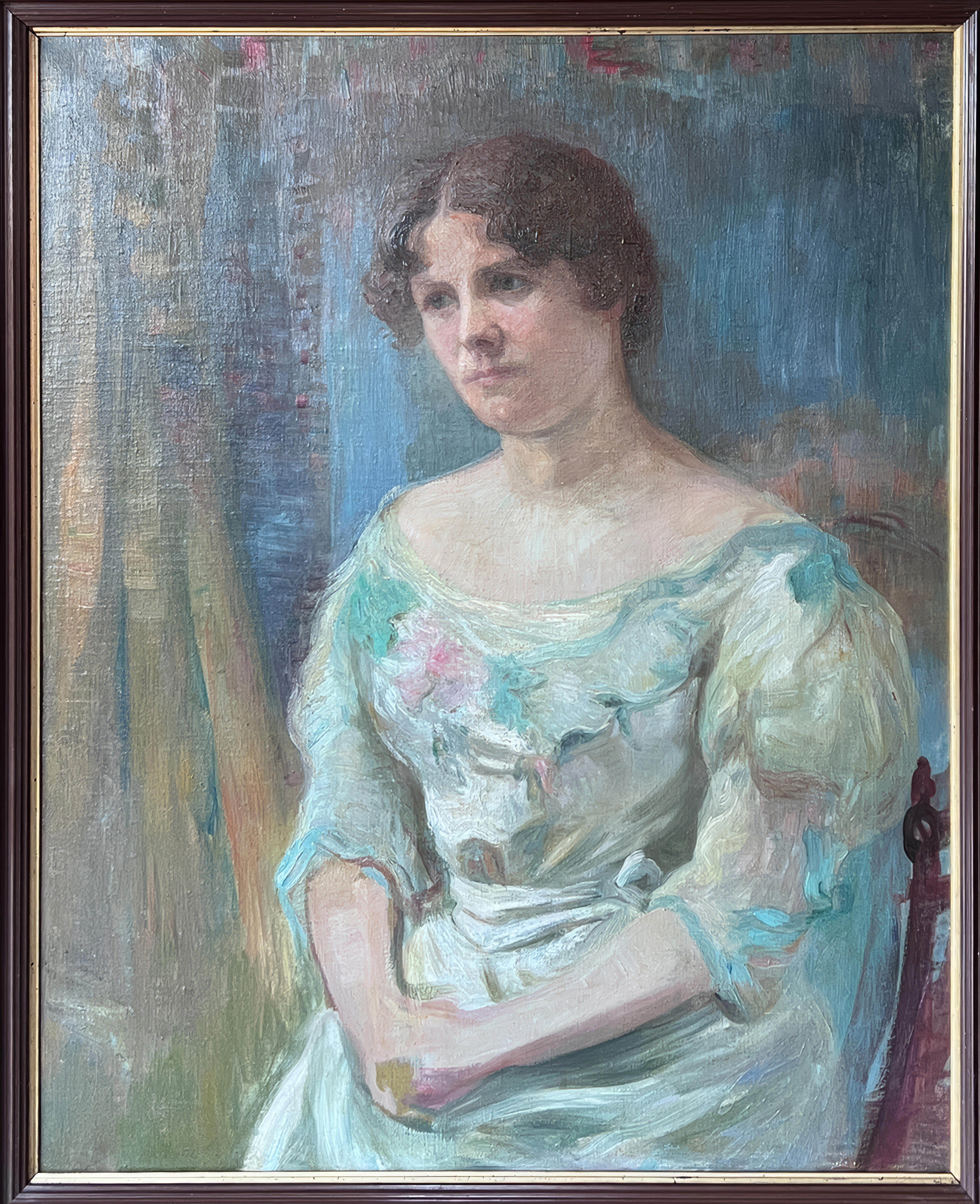
Maria Emilie Hagen, die Tochter des Künstlers